# Ridleyandra corneri
Ridleyandra corneri är en tvåhjärtbladig växtart som beskrevs av A. Weber. Ridleyandra corneri ingår i släktet Ridleyandra och familjen Gesneriaceae. Inga underarter finns listade i Catalogue of Life.